# 土屋昌遠
土屋 昌遠（つちや まさとお）は、日本の戦国時代の武将。武田信虎の家臣。信虎が甲斐国を追放されたあとも随身し、信虎の死まで仕えた。通称は伝助。

## 生涯
土屋氏は源頼朝に仕えた土屋宗遠を祖とする家で、室町時代の前期に土屋氏遠が甲斐武田家に仕えるようになったという。昌遠の父・土屋信遠（刑部少輔）の母は武田信昌の娘で、信遠は従兄弟にあたる武田信虎（1494年 - 1574年）に仕えて備を預かり、大永年間（1521年 - 1528年）に信濃国において36歳で戦死した。
『寛政重修諸家譜』記載の没年と享年からの逆算によれば、昌遠は永正14年（1517年）に生まれた。昌遠も信虎に仕えてしばしば武功があった。天文10年（1541年）に武田信虎は甲斐国を追放されるが、昌遠は信虎に従って駿河国に移った。このころ菅沼氏の娘を娶り、駿河で一子（のちの土屋円都）を設けている。
その後、信虎は京都に上り、室町幕府に出仕した。昌遠も信虎の上洛に従うが、旅を前に祖先の菩提寺である伊豆国大平郷の真光院に家系図などを納めている。
『寛政譜』によれば、武田信虎が京都にあった時、何者かが将軍足利義輝の近習を撃って逃げるという事件が発生した。このとき、外庭にあった昌遠は賊2名を討ち取った。義輝はこれを賞して盃を与えるとともに、信虎に桐の紋の使用を許した上で、桐の木の下に井戸があるのがよいとされることから、「井の字」を昌遠の家紋にするよう告げた。これにより昌遠は従来の「三つ石畳」に代え、「井の字」を土屋家の家紋としたという。
武田信虎は天正2年（1574年）、武田領国の信濃国に帰国し、昌遠もこれに従った。信虎が同年信濃国で死去すると、昌遠は高野山に登った。その後、昌遠は伊豆国大平郷に赴き、真光院に住した。徳川家康は昌遠の武名を聞き及んでおり、伊豆に赴こうとする昌遠を徳川家に仕官させようと試みたがかなわなかったと、のちに土屋知貞（昌遠の孫）に述べている。
天正3年（1575年）、真光院において死去、享年58。真光院に葬られたが、同寺はのちに焼失し、かつて昌遠が納めた土屋家の家系図も失われたという。
子の円都（伊豆円一）は、父が上洛して不在中に病により盲人となり、母と共に母方おじの菅沼忠久を頼った。円都は少年時代の徳川家康に近侍し、晩年には盲人統括機関である当道座の惣検校となった。孫の知貞は旗本になり、親族などから聞いた話をもとに豊臣秀吉の伝記『太閤素生記』を著したことで知られている。

## 一族・親族
- 『甲斐国志』には土屋知貞についての項目があるが、ここでは（知貞の祖父）昌遠は父が戦死したときに幼弱であり、伊豆大平郷に退隠したと記している[6]。昌遠の子の円都も盲目であったため、衰微した土屋家の名跡を金丸氏出身の土屋昌次（土屋昌続）が嗣いで再興させた、とする叙述となっている[6]。
- 徳川家康の家臣で永禄7年（1564年）に三河一向一揆と戦って戦死した土屋重治（惣兵衛・甚助、諱は重次とも）の子孫にあたる諸家は、「三石畳」と「井の字」を家紋とし、土屋宗遠の末裔を称する。『寛政譜』編纂者は、祖先伝承と家紋が同じであるから昌遠の土屋家（編纂時の土屋兵庫知寿家）と同祖であることは明らかであると判断し、その系図を昌遠の家のあとに配列している[11]。「井の字」紋は昌遠の家が足利義輝に関わる由緒を伝えるものであるが、重治の家の記載に昌遠との関係、あるいは「井の字」紋の由来は記されていない。
- 上述の通り、武田信玄のもとでは金丸氏（源姓）出身の昌続が土屋の名跡を継ぎ、その一族は武名を馳せ、江戸時代には子孫の土屋忠直・土屋数直が大名となった。これに対し『寛政譜』では、孫（知貞）の代で旗本となる昌遠の土屋家がもともとの土屋家（平姓）の本流と見なされ、昌遠の家、重治系諸家の系譜に続いて、さまざまな家伝を有する複数の土屋家（祖先が武田家臣である場合や、三石（三石畳）紋を使用していることが多い）の系図が掲出されている[13]。

## 大衆文化において
2021年公開の映画『信虎』（金子修介・宮下玄覇監督）では、最晩年の武田信虎に家老として仕える忠臣「土屋伝助」として登場し、隆大介が演じた。隆大介は本作が遺作となった。